# Bandscheibenvorfall

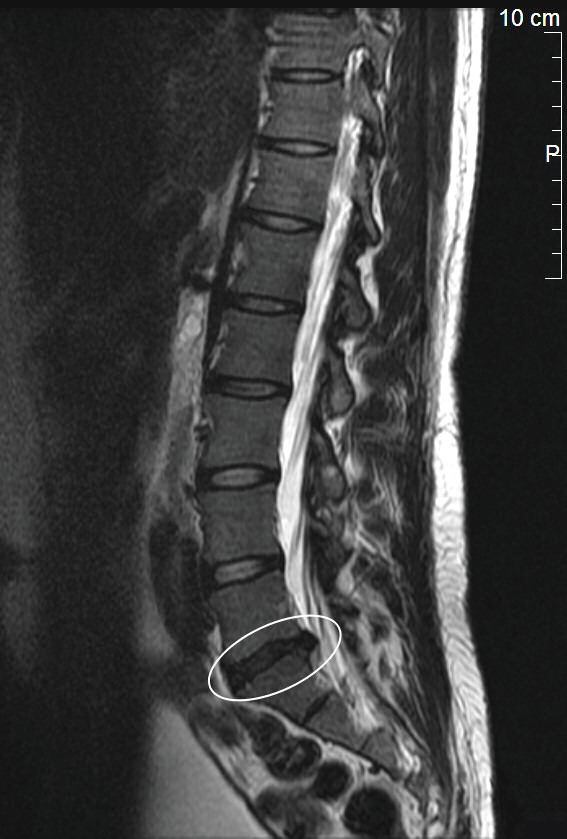
MRT-Aufnahme eines Bandscheibenvorfalls in der Lendenwirbelsäule

Der Bandscheibenvorfall (lateinisch Prolapsus nuclei pulposi, ärztlich oft Nucleus-pulposus-Prolaps, kurz NPP), auch Bandscheibenprolaps (BSP), Bandscheibenhernie, Discushernie (oder Diskushernie) und Discusprolaps, ist eine Erkrankung der Wirbelsäule, bei der Teile der Bandscheibe in den Wirbelkanal – den Raum, in dem das Rückenmark liegt – vortreten. Im Gegensatz zur Bandscheibenprotrusion (Vorwölbung) wird beim Prolaps der Faserknorpelring der Bandscheibe (Anulus fibrosus) ganz oder teilweise durchgerissen, während das hintere Längsband (Ligamentum longitudinale posterius) intakt bleiben kann (sogenannter subligamentärer Bandscheibenvorfall).
Die Ursache ist oft eine Überlastung bei Vorschädigung der Bandscheiben, ein Bandscheibenvorfall kann aber auch ohne äußeren Anlass auftreten. Symptome des Bandscheibenvorfalls sind starke, häufig in die Extremitäten ausstrahlende Schmerzen, oft mit einem Taubheitsgefühl im Versorgungsgebiet der eingeklemmten Nervenwurzel, gelegentlich auch Lähmungserscheinungen. Eine Behandlung ist meistens konservativ möglich, schwere Vorfälle müssen operativ behandelt werden.

## Geschichte
Die erste Exstirpation eines Bandscheibenvorfalls führte Fedor Krause bei einem Patienten mit Verdacht auf ein extradurales Enchondrom 1908 aus. Dass ein Bandscheibenvorfall die Ursache für eine etwa Ischialgien verursachende Nervenwurzelkompression sein kann, wurde erstmals 1934 vom Neurochirurgen William Jason Mixter (1880–1958) und vom Orthopäden Joseph Seaton Barr (1901–1963) beschrieben, die auch erstmals eine Laminektomie als erfolgreiche chirurgische Behandlung lumbaler Bandscheibenhernien durchführten. Zur radiologischen Darstellung der Bandscheiben entwickelte vor allem K. Lindblom 1948 die Diskographie.

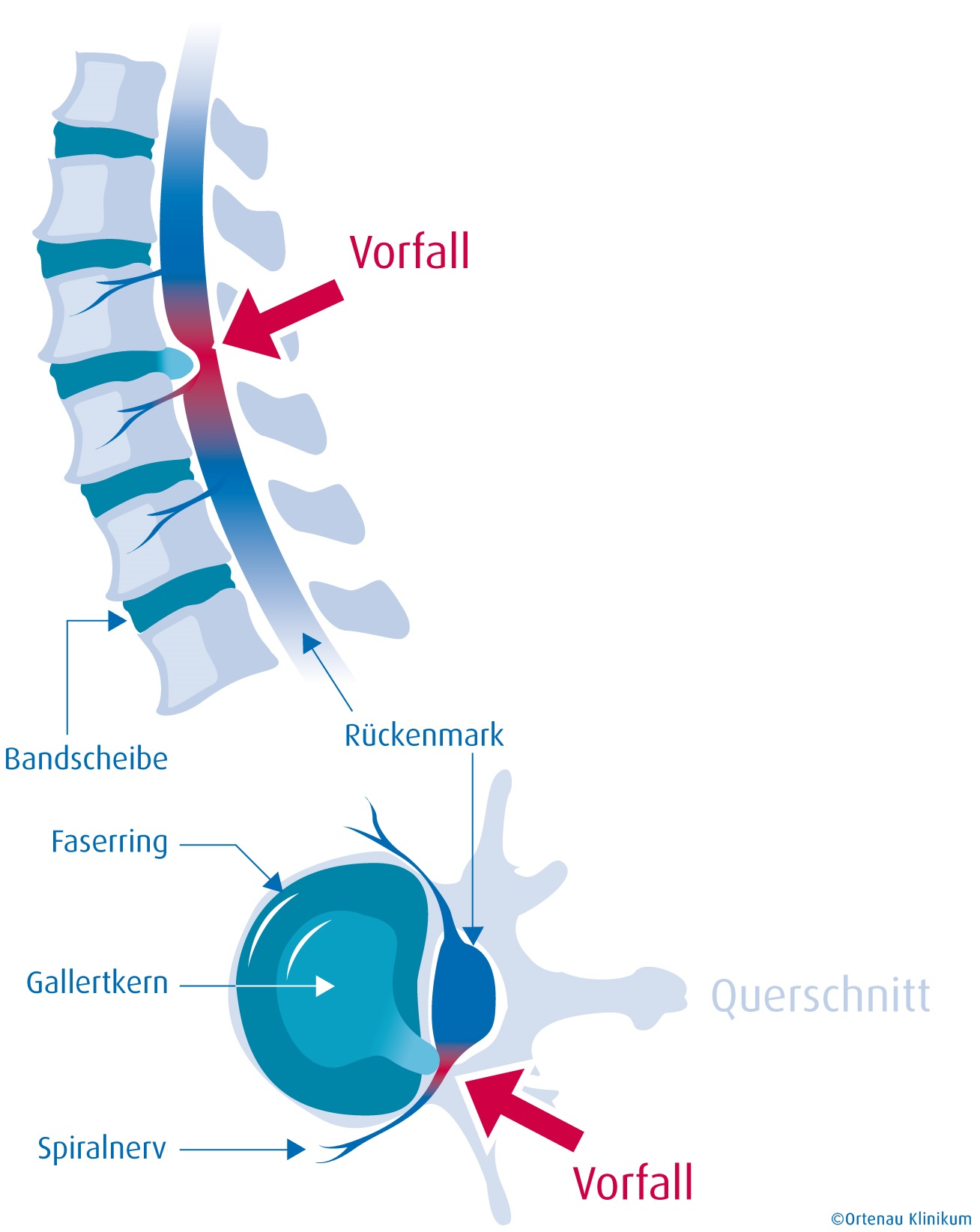
Modellhafte Darstellung eines Bandscheibenvorfalls im Längs- und Querschnitt

## Ursachen

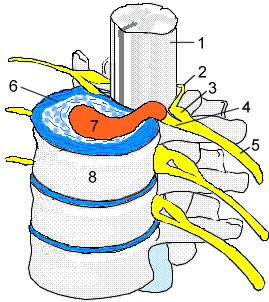
Bandscheibenvorfall: Das vorgefallene Bandscheibengewebe, praktisch immer Anteile der Faserknorpelringe, die um den sogenannten Gallertkern herum konzentrisch angeordnet sind, drückt auf den Inhalt des Wirbelkanals und/oder die Nervenwurzel. 1 Rückenmark, 2 Dorsalwurzel, 3 Spinalganglion, 4 Ventralwurzel, 5 Spinalnerv, 6 + 7 Bandscheibe: 6 Faserring, 7 Degenerierter Gallertkern, dazwischen die Knorpelringe, 8 Wirbelkörper

Bandscheiben sind bradytrophe Gewebe, das heißt, sie werden nicht direkt aus dem Blutkreislauf heraus mit Nährstoffen versorgt, sondern durch Diffusion. Hierbei spielen semipermeable Membranen, welche die Knorpelringe voneinander trennen, die entscheidende Rolle. Durch Scherkräfte können diese Membranen einreißen, wodurch sie ihre Funktion verlieren und die Bandscheibe nebst Gallertkern der Bandscheibe (Nucleus pulposus) austrocknet (black disc lesion). Wenn es zu einem Bandscheibenvorfall kommt, ist der Gallertkern praktisch nicht mehr in seiner ursprünglichen Form vorhanden. Der Bandscheibenvorfall entsteht also zumeist auf dem Boden einer langjährigen Vorschädigung der Bandscheibe. Der Gallertkern (ca. 80 % Wasser) besteht bei der gesunden Bandscheibe aus einem gallertigen, zellarmen Gewebe und übernimmt bei Belastung zusammen mit den Knorpelringen und den Membranen die Funktion einer hydraulischen Kugel („Wasserkissen“). Die Wirbelkörper und Bandscheiben vorne ermöglichen zusammen mit den kleinen Wirbelgelenken hinten („Facettengelenke“) die hohe Beweglichkeit der gesamten Wirbelsäule und ihre hohe Stabilität.
Die menschliche Wirbelsäule hat 23 Bandscheiben. Zwischen dem ersten Wirbel (lat. Atlas) – von oben gezählt – und dem zweiten Wirbel (Axis) ist keine Bandscheibe ausgebildet. Damit wird dem Kopf beim Nicken (Atlas) und Drehen (Axis) die erforderliche Bewegungsfreiheit gegeben. Außerdem konzentrieren sich dort wesentliche Nervenstränge und die Blutversorgung zum Kopf.
Es gibt verschiedene Ursachen für einen Bandscheibenvorfall, darunter genetische Dispositionen, einseitige Belastungen und eine Schwäche der paravertebralen Muskulatur, also der Muskulatur neben den Wirbeln. Eine ausschließlich unfall- oder verletzungsbedingte Schädigung der Bandscheibe ist bislang nicht wissenschaftlich nachgewiesen. Entsprechende Argumentationen werden von Berufsgenossenschaften und Sozialgerichten nur in Ausnahmefällen anerkannt. Nach gängiger Auffassung kann gesundes Bandscheibengewebe – wenn überhaupt – nur in Verbindung mit einem Knochenfragment aus dem Wirbelkörper herausgerissen werden. Häufig tritt ein Bandscheibenvorfall auch während einer Schwangerschaft auf. Es gibt viele alte Menschen von über 90 Jahren, die in ihrem arbeitsreichen Leben niemals Beschwerden an der Wirbelsäule beziehungsweise den Bandscheiben hatten. Dagegen gibt es Kinder, die schon einen Bandscheibenvorfall erleiden mussten.
Mögliche Ursachen für den rasanten Anstieg von Bandscheibenvorfällen in der heutigen Zeit sind Bewegungsmangel und Fehlhaltungen, vor allem bei Büroarbeiten. In einigen Studien konnte ein erhöhtes Risiko bei Übergewicht nach Body-Mass-Index gegenüber Bandscheibenveränderungen festgestellt werden. In einer finnischen Studie zeigte sich ein 2-fach erhöhtes Risiko einer stationären Behandlung von Bandscheibenerkrankungen bereits bei einem BMI > 27,5 kg/m².
Das durchschnittliche Erkrankungsalter liegt bei 40 Jahren, die am häufigsten betroffenen Wirbel liegen (als lumbale Diskushernie) im Lendenwirbelbereich (lumbal). Weniger häufig betroffen sind (bei cervikalen Diskushernien) Halswirbel (zervikal) und nur sehr selten die Brustwirbel (thorakal). Das Verhältnis ist etwa 100 zu 10 zu 1.

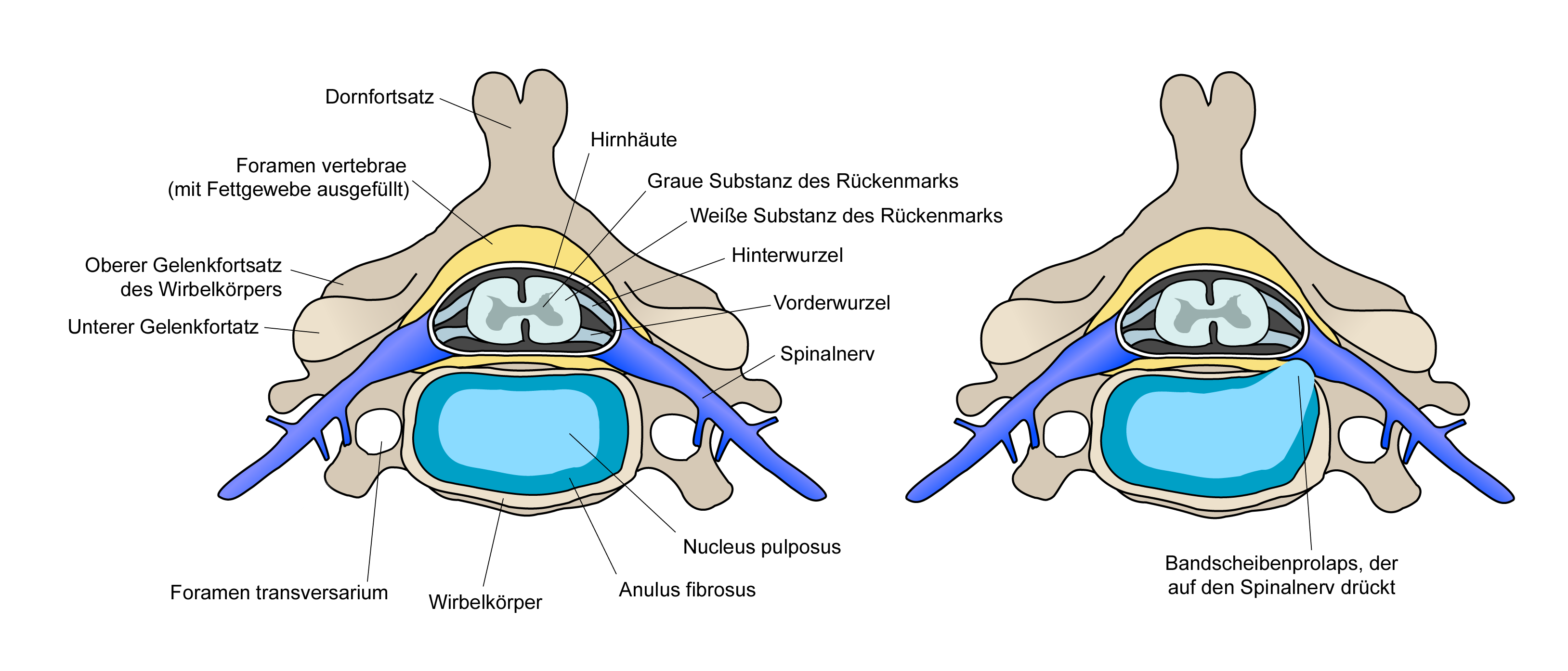
Links: Querschnitt durch die Strukturen der Halswirbelsäule. Rechts: Beim Bandscheibenvorfall tritt ein Teil des Gallertkerns (Nucleus pulposus) durch den Faserring (Anulus fibrosus) und verursacht durch Druck auf den Spinalnerv (Nervus spinalis) Beschwerden

## Symptome

Die Schmerzen strahlen typischerweise entlang der Dermatome aus und deuten so auf die betroffenen Nervenwurzeln hin.

Viele Bandscheibenvorfälle sind symptomlos und bedürfen dann keiner Behandlung. Bei alten gesunden Patienten werden z. B. in über 60 % der Fälle Bandscheibenvorfälle als Zufallsbefund festgestellt. Es ist daher wichtig, vor einer Therapie festzustellen, ob sich die Beschwerden des Patienten durch die betroffene Bandscheibe erklären lassen.
Typischerweise verursachen Bandscheibenvorfälle Rückenschmerzen (Lumbalgie) mit oder ohne Ausstrahlung in die Beine (Ischialgie) oder in die Arme (Brachialgie). Bei der mediolateralen Diskushernie werden tiefliegende Nerven komprimiert. Je nach Schwere der Symptomatik kann es dann auch zu einem Taubheitsgefühl oder zu einem Muskelausfall im Versorgungsgebiet der eingeklemmten Nervenwurzel kommen.
Ein Bandscheibenvorfall kann zu einem positiven Lasègue-Zeichen und Kernig-Zeichen führen.
In Extremfällen kann es zu einem Querschnittsyndrom kommen, dadurch können z. B. eine Stuhl- und/oder eine Harninkontinenz sowie eine Reithosenanästhesie auftreten.

### Red Flags
Red Flags sind anamnestische und klinische Hinweise auf einen dringenden Bedarf weiterführender Untersuchungen, um andere Ursachen auszuschließen bzw. diese dann adäquat behandeln zu können. Nach der deutschen AWMF-Leitlinie sind dies:
- Unfall
- Osteoporose und Bagatelltrauma
- Tumoranamnese
- Infektion
- Gewichtsverlust
- Fieber
- Schmerzverstärkung in der Nacht
- Progrediente Nervenausfälle
- Nachlassende Schmerzen und Parese
- Kauda-Syndrom
- Miktionsstörung (typischerweise Harnverhalt, Überlaufblase, ggf. Inkontinenz)

## Diagnostik

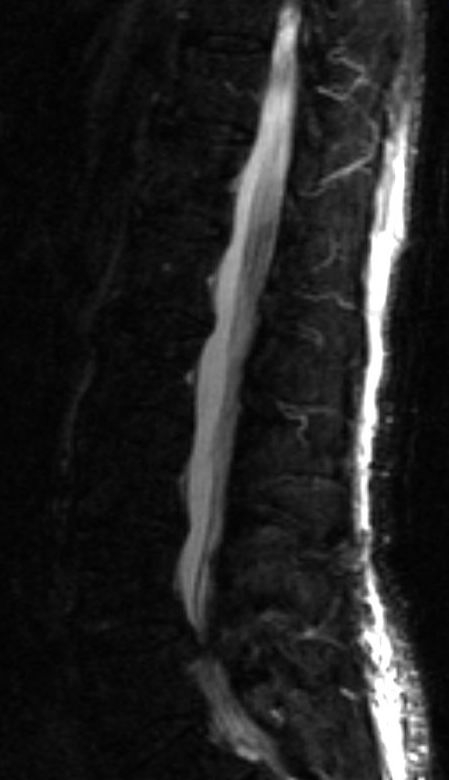
MRT-Darstellung eines Bandscheibenvorfalles
Der Spinalkanal erscheint in dieser Auswertungstechnik hell, die von links kommende, dunkle Vorwölbung ist der Vorfall, der den Spinalkanal abklemmt.

Ein Bandscheibenvorfall kann mittels MRT diagnostiziert werden. Als alternatives Verfahren kann ein Bandscheibenvorfall auch mittels CT festgestellt werden, die jedoch aufgrund der Strahlenbelastung und des schlechteren Weichteilkontrastes Nachteile gegenüber einem MRT hat. Ein älteres Verfahren, das besonders vor der Einführung von MRT- und CT-Geräten verwendet wurde, aber auch heute noch Einsatz bei besonderen neurologischen Fragestellungen oder Kontraindikationen zu einer MRT-Untersuchung findet, ist die Myelographie. Hierbei wird ein Kontrastmittel in den Liquorraum gespritzt.
Nach der Untersuchung sollte ein neurologisch erfahrener Arzt feststellen, ob festgestellte Veränderungen die Beschwerden des Patienten erklären können oder ob es sich nur um einen Zufallsbefund handelt.

## Differentialdiagnose
- Bandscheibenvorwölbung (Bandscheibengewebe ist lediglich nach außen vorgewölbt, der Anulus fibrosus (Faserring) ist intakt)
- Periphere arterielle Verschlusskrankheit (typischerweise Raucher. Beschwerdezunahme beim Gehen)
- Spinalkanalstenose (typischerweise zunehmende Beschwerden beim Gehen)
- Hüftverschleiß (typischerweise Schmerzverstärkung bei Rotation in der Hüfte)
- Iliosakralgelenksarthrose (typischerweise druckempfindlich)
- Facettengelenksarthrose (typischerweise nur lokaler Rückenschmerz ohne Ausstrahlung in die Arme oder Beine)
- neuroforaminale Stenose (z. B. bei Facettengelenksarthrose)
- postoperatives Narbengewebe
- Bannwarth-Syndrom (Krankheitsfälle mit schmerzhafter Entzündung von peripheren Nerven)

## Behandlung

### Konservative Therapie
Bei erhaltener Beweglichkeit wird empfohlen, so schnell wie möglich zu normalen Aktivitäten zurückzukehren. Eine Bettruhe ist nicht empfehlenswert, da hierfür kein Therapieeffekt nachgewiesen wurde.
Bei fehlender Beweglichkeit sollte frühzeitig eine effektive medikamentöse Schmerztherapie durchgeführt werden.
Eine Einweisung ins Krankenhaus sollte bei Red Flags (siehe unter Symptome), ambulant nicht beherrschbaren Schmerzen und zunehmenden neurologischen Ausfällen erfolgen.
Wärmetherapie, Massagen mit Bewegungstherapie, Elektrotherapie, Bindegewebsmassagen können im Einzelfall die Beschwerden lindern. Der Nutzen lässt sich aber z. T. nicht wissenschaftlich belegen.
Eine Manuelle Medizin (Chiropraktik, spinale Manipulationen) ist bei ausstrahlenden Schmerzen kontraindiziert. Bei akuten nicht ausstrahlenden Schmerzen ist eine manuelle Therapie innerhalb der ersten 4–6 Wochen nicht wirksamer als Standardbehandlungen.
Krankengymnastik (Physiotherapie) ist bei chronischen und subakuten Schmerzen hilfreich. Im akuten Stadium konnte bisher kein Nutzen nachgewiesen werden.
Bei Patienten, die an Rückenschmerzen mit Ausstrahlung ins Bein leiden, kann bei chronischen Beschwerden die sogenannte Rückenschule hilfreich sein.
Die periradikuläre Therapie (PRT) ist ein Verfahren, bei der unter CT- oder Röntgen-Kontrolle Kortison an die betroffene Nervenwurzel gespritzt wird, die mindestens 2× durchgeführt werden sollte. In 67 % der Fälle kann damit bei einem Bandscheibenvorfall Schmerzfreiheit erreicht werden. In Deutschland wird die Untersuchung bei Kassenpatienten in der Regel nicht von der Krankenkasse bezahlt. Gegebenenfalls werden die Kosten übernommen, wenn ein Schmerztherapeut den Patienten zum Radiologen überweist.
Des Weiteren besteht die Möglichkeit der enzymatischen Behandlung des (lumbalen) Bandscheibenvorfalls durch Chemonukleolyse mittels röntgengesteuerter Injektion des Enzyms Chymopapain (oder einer mikrobiellen Kollagenase) in den Nucleus pulposus, wodurch es zur Auflösung bzw. Volumenverminderung von vorgefallenem Bandscheibengewebe kommt. Erstmals durchgeführt wurde die Chemonukleolyse um 1960 und war zunächst in Kanada und den USA verbreitet.

### Operative Therapie
Wegen der hohen Komplikationsrate gilt eine strenge Indikationsstellung zur Operation.
Eindeutige Indikationen zur Operation laut AWMF-Leitlinie sind:
- Cauda-equina-Syndrom mit akuter Paraparese bei ausgedehntem Bandscheibenvorfall oder bei einem Wirbelkörperbruch.
- Blasen- und Mastdarmlähmung
- Zunehmende oder akut aufgetretene schwere Muskelausfälle

Eine Operation kann als letzter Versuch durchgeführt werden, wenn alle nicht-operativen Verfahren versucht wurden und die Schmerzen sich trotzdem nicht aushalten lassen.
Komplikationen der Operation können u. a. sein:
- häufig postoperative Narbenbildung, die z. B. die Nervenwurzel oder den Duralsack einklemmen kann
- häufig Reprolaps/Rezidiv
- z. T. schwere Infektion ggf. mit Abszedierung
- Liquorleckage (Liquor cerebrospinalis) bei Verletzung der Dura, z. B. mit schweren Kopfschmerzen

Die Rezidivrate bei der mikrochirurgischen OP liegt bei > 10 %. Man spricht von einem Postlaminektomiesyndrom, wenn nach der Operation weiterhin Beschwerden bestehen; die Klassifikation nach ICD-10 lautet M96.1.
Die Implantation künstlicher Bandscheiben zur Schmerztherapie wird (Stand 2005) kritisch bewertet.
Im Jahr 2013 hat der AOK-Krankenhausreport belegt, dass sich die Zahl der Bandscheibenoperationen zwischen 2005 und 2010 verdoppelt hat.
Die SPORT-Studie (SPORT = Spine Patient Outcomes Research Trial) kam zu dem Schluss, dass bei persistierender Ischialgie aufgrund eines Bandscheibenvorfalls die Operation auch noch nach 8 Jahren einen Vorteil gegenüber der konservativen Behandlung bringt.
Wegen der schwierigen Zuteilung zu den verschiedenen Behandlungsgruppen und der Zusammenfassung einer Reihe von verschiedenen Studien zu einer großen Studie gibt es einigen Interpretationsspielraum.
Die am häufigsten durchgeführte Operationsmethode ist die Mikrodiskektomie, bei der das verrutschte Bandscheibengewebe durch einen 3–5 cm langen Schnitt über der Wirbelsäule entfernt wird. Sogenannte minimal-invasive Eingriffe und mikrochirurgische Verfahren, wie die Perkutane Laser-Diskus-Dekompression (PLDD), finden immer häufiger Anwendung, auch wenn die Resultate in klinischen Studien nicht besser sind. Argumentiert wird hingegen, dass der Zugang, d. h. die Narbe, kleiner ist und somit weniger traumatisierend sei. Zunehmend an Verbreitung gewinnt auch die endoskopische transforaminale Bandscheibenoperation.

## Vorbeugung

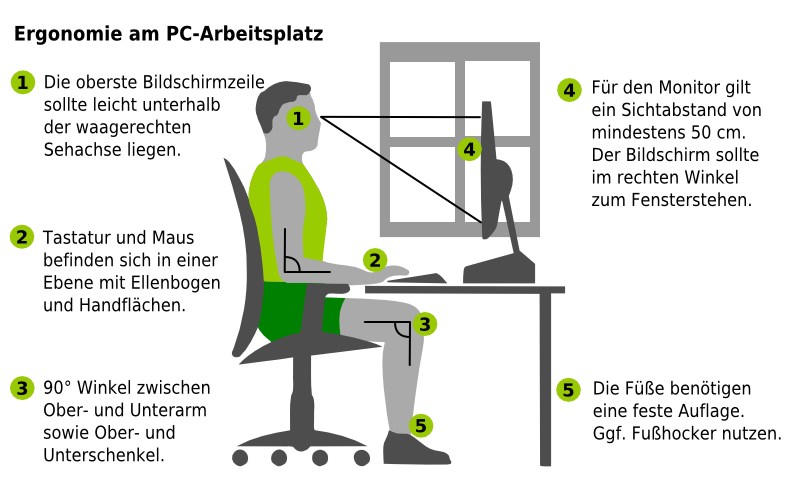
Ergonomisches Sitzen

Da die sogenannte „Bindegewebsschwäche“ als primäre Ursache erblich ist, lässt sich einem Bandscheibenvorfall nur bedingt durch Muskelaufbau vorbeugen. Auch die Vermeidung von Unfällen wird sich nicht immer erreichen lassen. So bleibt für jeden Einzelnen jedenfalls die Möglichkeit eines konsequenten Muskelaufbaus im Rückenbereich durch gymnastische Übungen oder Sport sowie die Vermeidung des Hebens schwerer Lasten. Es gibt erlernbare Techniken, schwere Lasten „rückengerecht“ zu bewältigen, aber das Vermeiden solcher Aktionen ist nicht in jedem Beruf (z. B. Krankenpflege) möglich.
Bodybuilding und Fitnesstraining können in Studios mit weniger qualifiziertem Personal problematisch sein, da Fehlstellungen dort nicht immer erkannt werden.
Erwähnenswert sind auch die „orthopädischen Sportarten“, Schwimmen, Tanzen, Laufen (bzw. Joggen, Nordic Walking), Reiten und Fahrradfahren, welche neben dem Muskelaufbau die für Bandscheiben wichtige wechselnde Druckbelastung ermöglichen. Ob nach einem Bandscheibenvorfall Sportarten wie etwa Reiten oder Laufen (auf asphaltiertem/zementiertem Untergrund) ebenso wie Fahrradfahren in stark gebeugter Haltung unbedingt zu vermeiden sind, ist nach Erkenntnissen der modernen Sportmedizin stets vom individuellen Schadensbild abhängig.
Eine wichtige Maßnahme zur Vorbeugung gegen einen Bandscheibenvorfall ist die richtige Ergonomie am Arbeitsplatz. Das gilt neben den körperlichen Arbeiten auch für Tätigkeiten, die im Sitzen verrichtet werden. Heutzutage gibt es viele ergonomische Lösungen für die Arbeit am Bildschirm, am Schreibtisch und Arbeiten, welche lange statische Sitzpositionen erfordern. Da die Bandscheibe nicht von Blutgefäßen versorgt wird, ist sie auf wechselnde Druckbelastung zum Austausch der Nährflüssigkeit angewiesen, womit statische Sitzpositionen möglichst zu vermeiden sind.